# Kisvitéz
Kisvitéz (szlovákul: Ovčie, korábban Malý Vitezovce) község Szlovákiában, az Eperjesi kerület Eperjesi járásában.

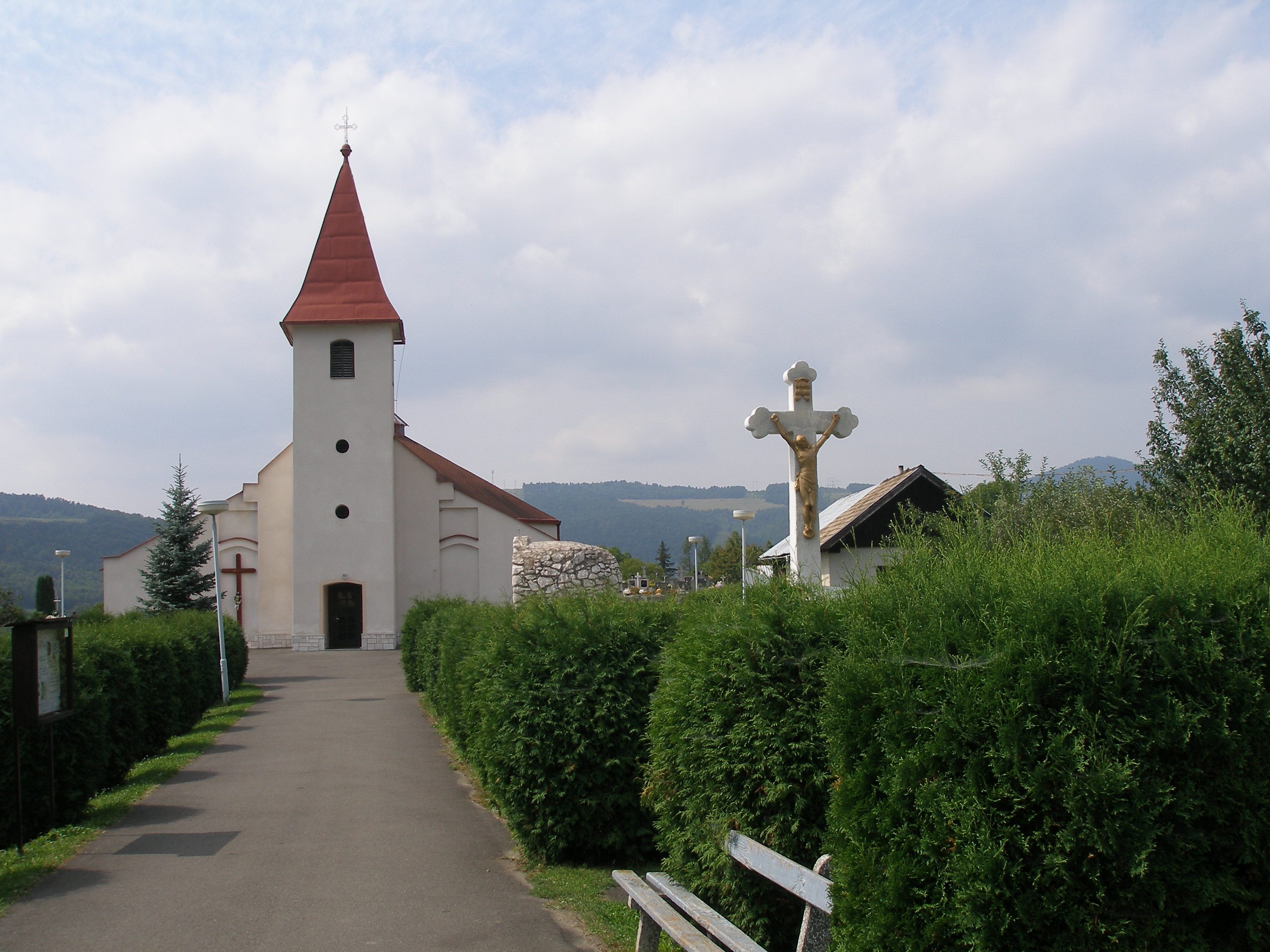
Kisvitéz - templom

## Fekvése
Eperjestől 24 km-re délnyugatra, a Nagyszinye-patak és a Hernád között fekszik.

## Története
A falut 1320-ban „Wytez Noua et Antiqua” néven említik először. A szinyei uradalom része volt. A 15.–16. században „Kysuitehes”, „Kysvitez” néven szerepel oklevelekben. 1427-ben 12 portája adózott. 1600-ban 15 ház állt a faluban. A Szinyei, Hedri és Bertóty család birtoka. 1787-ben 31 házában 178 lakos élt.
A 18. század végén Vályi András így ír róla: „Kis Vitéz, Nagy Vitéz. Két tót faluk Sáros Várm. földes Urok Berthóti Uraság, lakosaik többfélék, fekszenek Sirokához közel, mellynek filiáji; N. Vitéznek postája is van; határjok középszerű.”
A 19. században a Tahyak tulajdonában állt. 1828-ban 34 házát 281-en lakták. Lakói tutajozással, fuvarozással foglalkoztak. 1831-ben kolerajárvány pusztította.
Fényes Elek 1851-ben kiadott geográfiai szótárában így ír a faluról: „Vitéz (Kis- és Nagy), Sáros v. két tót f. Szepes vgye szélén Sirokához délre egy órányira, az első 283 kath., a 2-ik 671 kath., 9 evang., 12 zsidó lak. F. u. többen. Utolsó posta Berthót.”
1920 előtt Sáros vármegye Kisszebeni járásához tartozott.

## Népessége
| Év:            | 1994. | 2004.   | 2014.   | 2024.   |
| -------------- | ----- | ------- | ------- | ------- |
| Emberek száma: | 632   | 678     | 670     | 679     |
| Eltérés:       |       | +7,27 % | -1,17 % | +1,34 % |

| Év:            | 2023. | 2024.   |
| -------------- | ----- | ------- |
| Emberek száma: | 676   | 679     |
| Eltérés:       |       | +0,44 % |

1910-ben 276, túlnyomórészt szlovák lakosa volt.
2001-ben 671 lakosából 666 szlovák volt.
2011-ben 673 lakosából 664 szlovák.

## Nevezetességei
- Római katolikus temploma 1700-ban épült, 1828-ban megújították.